# Тушила
Тушила су насељено мјесто у општини Трново, Федерација БиХ, Босна и Херцеговина.

## Становништво
|         | 2013.       | 1991.         | 1981.         | 1971.         |
| Укупно  | 69 (100,0%) | 180 (100,0%)  | 310 (100,0%)  | 238 (100,0%)  |
| Бошњаци | 69 (100,0%) | 178 (98,89%)1 | 308 (99,35%)1 | 235 (98,74%)1 |
| Остали  | –           | 2 (1,111%)    | 2 (0,645%)    | 1 (0,420%)    |
| Срби    | –           | –             | –             | 2 (0,840%)    |

1. 1 На пописима од 1971. до 1991. Бошњаци су пописивани углавном као Муслимани.